# Ризине
Ри́зине — село в Україні, у Водяницькій сільській громаді Звенигородського району Черкаської області, центр сільської ради. Населення — 1093 особи, дворів — 550 (2009).

## Історія
Перша назва села — Різана Криниця. Існування Ризиного відносять до першої половини XVII століття. Перші записи в документах цього періоду зустрічаються польською і навіть латинською мовами. Щодо назви села є дві версії місцевих дослідників: перша — це подвійна топографічна назва, а друга зводиться до легенди, ніби-то в середині 1600 років у балці, що за селом, українські козаки вирізали польську заставу. Від цього і пішла назва «Різана».
У книзі «Киевские епархиальные ведомости» за 1894 рік подані списки православних церков, які в 1768 році перейшли з уній до православних. Тут зазначається й церква с. Різана Криниця. Отже, село на цей час було велике (близько 150 дворів з населенням до 650 осіб). На 1900 рік в селі було 383 двори та 1979 жителів.
Т. Г. Шевченко під час першої подорожі по Україні відвідав Ризине. Під час заслання в солдати в Новопетровському укріпленні поет був особисто знайомий з ризинчанином Андрієм Обеременком. Дружбі двох українців присвятили свої картини художники М. Н. Хазановський та І. Г. Лось (зберігаються в сільському музеї).
Село постраждало внаслідок геноциду українського народу, проведеного окупаційним урядом СССР 1923-1933 та 1946-1947 роках.
552 мешканця села брали участь у боях радянсько-німецької війни, 215 з них загинули, 137 нагороджені орденами й медалями. Уродженцю села В. С. Гришку присвоєно звання Героя Радянського Союзу.
Станом на початок 70-х років ХХ століття в селі розміщувалась центральна садиба колгоспу В. С. Гришка, за яким було закріплено 2,5 тисяч га сільськогосподарських угідь, в тому числі 2,3 тисячі га орної землі. Виробничим напрямком господарства був зерново-тваринницький.
Також на той час працювали середня, восьмирічна і початкова школи, будинок культури з залом на 450 місць, 2 бібліотеки з фондом 16,7 тисяч книг, фельдшерсько-акушерський пункт та пологовий будинок.
На території села виявлено поселення трипільської культури, кургани скіфських часів, поселення і поховання черняхівської культури.
Інформація надана краєзнавцем М.М. Бойко

## Сучасність
На сьогодні в селі функціонують: СТОВ ім. Гришка, Пехівське лісництво, два фермерських господарства та десяток приватних господарств. Жителі села орендують 20 га водного дзеркала ставків для розведення риби.
У селі діють ЗОШ, дитячий садок, Будинок культури, сільська та шкільна бібліотека, сільський історико-краєзнавчий музей «Різана Криниця», фельдшерсько-акушерський пункт, пошта, відділення Ощадбанку, 8 магазинів. Гордістю села та району є сільський духовий оркестр.

## Відомі люди
В селі народились:
- Бойко Ольга Миколаївна — кандидат педагогічних наук, доцент.
- Г. А. Власюк, П. І. Колісник — кандидати наук;
- А. А. Гончаренко — доцент, заслужений вчитель України, удостоєний премії ім. Макаренка;
- А. С. Музиченько — доктор економічних наук, професор;
- В. В. Любашенко — доктор математичних наук;
- П. М. Линник — доктор хімічних наук.
- Барибіна Яніна Олександрівна — кандидат економічних наук.

Проживають:
- Ярова Лідія Захарівна — депутат Верховної Ради УРСР 11-го скликання.

Поховані:
- Сокотуха Руслан Віталійович (1994—2022) — старший солдат Збройних Сил України, учасник російсько-української війни, який загинув під час російського вторгнення в Україну.

### Ресурси інтернету
- who-is-who.com.ua [Архівовано 9 вересня 2017 у Wayback Machine.]